# Dash Berlin
Dash Berlin – holenderski zespół pochodzący z Hagi grający muzykę trance i progressive trance.
W skład zespołu wchodzą, Sebastiaan Molijn i Eelke Kalberg, dwaj ostatni są byłymi członkami grupy Alice DeeJay. Sławę przyniósł im utwór Till The Sky Falls Down, który wypromował Armin van Buuren w audycji A State of Trance. W połowie 2007 roku wyprodukowali teledysk do utworu Till The Sky Falls Down. Są również autorami remiksów.
Na początku czerwca 2018 roku, Jeffrey Sutorius poinformował za pośrednictwem social media, że stracił on prawa do reprezentowania zespołu Dash Berlin. Od maja 2018 roku wszelkie występy Sutoriusa pod aliasem Dash Berlin zostały anulowane, do czasu rozstrzygnięcia sprawy sądowej.
Od października 2018 Jeffrey Sutorius tworzy i występuje solowo.
Pod koniec czerwca 2019 roku Sebastiaan Molijn i Eelke Kalberg, wraz z agencją Vanderkleij, postanowili zakończyć swój udział w projekcie Dash Berlin. Od tego momentu solowym projektem zajmuje się Jeffrey Sutorius.

## Dyskografia

### Albumy
- 2009: The New Daylight
- 2010: The New Daylight: The Remixes
- 2012: #musicislife
- 2013: #musicislife (#deluxe)
- 2014: We Are. Part 1
- 2017: We Are Part 2

### Kompilacje
- 2008: Worldwide Trance Sounds Mixed by Dash Berlin
- 2008: Worldwide Trance Sounds Vol. 4
- 2009: Armada Night "The After"
- 2010: Armada Sessions January 2010
- 2010: United Destination 2010
- 2011: United Destination 2011
- 2012: United Destination 2012
- 2013: United Destination 2013
- 2014: United Destination 2014
- 2015: United Destination 2015

### Single
- 2007: "Till the Sky Falls Down"
- 2009: "Feel U Here"
- 2009: "Surround Me"
- 2009: "The New Daylight"
- 2009: "Just Stay Like This"
- 2009: "The Night Time"
- 2009: "Renegade" (oraz DJ Remy)
- 2009: "Waiting" (gościnnie: Emma Hewitt)
- 2009: "To Be the One" (oraz Idaho)
- 2009: "End of Silence" (oraz Rowald Steyn, Nina Deli)
- 2009: "Believe in You" (oraz Sarah Howells & Secede)
- 2009: "Wired" (gościnnie: Susana)
- 2009: "Man on the Run" (oraz Cerf & Mitiska; gościnnie: Jaren)
- 2009: "Armada Night 'The After'"
- 2010: "Never Cry Again"
- 2010: "Janeiro" (oraz Solid Sessions)
- 2011; "Apollo Road" (oraz ATB)
- 2011: "Earth Hour"
- 2011: "Disarm Yourself" (gościnnie: Emma Hewitt)
- 2011: "Better Half of Me" (oraz Jonathan Mendelsohn)
- 2012: "World Falls Apart" (oraz Jonathan Mendelsohn)
- 2013: "Steal You Away" (oraz Alexander Popov; gościnnie: Jonathan Mendelsohn)
- 2014: "Dragonfly" (oraz Carita La Nina)
- 2014: "Earth Meets Water" (oraz Rigby)
- 2014: "Somehow" (oraz 3LAU; gościnnie: Bright Lights)
- 2014: "Here Tonight" (oraz JaY Cosmic; gościnnie: Collin McLoughlin)
- 2014: "Underneath the Sky" (oraz Christon Rigby)
- 2015: "Never Let You Go" (oraz John Dahlbäck; gościnnie: BullySongs)
- 2015: "This Is Who We Are" (oraz Syzz)
- 2015: "Underneath the Sky" (gościnnie: Christon)
- 2015: "Yesterday Is Gone" (oraz DubVision; gościnnie: Jonny Rose)
- 2015: "I Take Care" (oraz Clément Bcx)
- 2016: "Gold" (oraz DBSTF; gościnnie: Jake Reese, Waka Flocka Flame & DJ Whoo Kid)
- 2016: "Without the Sun" (oraz Luca Perra)
- 2016: "Heaven" (gościnnie: Do)
- 2017: "Listen to Your Heart" (gościnnie: Christina Novelli)
- 2018: "Save Myself" (oraz DBSTF; gościnnie: Josie Nelson)
- 2019: "Locked Out of Heaven" (gościnnie: Jonathan Mendelsohn)
- 2020: "New Dawn" (gościnnie: Haliene)
- 2020: "Chasin' the Sun" (gościnnie: Jess Hall)
- 2020: "Lighting The Bridges" (gościnnie: Roxanne Emery)
- 2020: "Keep Me Close" (oraz Timmo Hendrinks)

### Remiksy
- 2008: Cerf, Mitiska & Jaren – You Never Said (Dash Berlin Remix)
- 2009: Dash Berlin feat. Emma Hewitt – Waiting (Dash Berlin 4AM Mix)
- 2009: Dash Berlin & Cerf, Mitiska & Jaren – Man on the Run (Dash Berlin 4AM Remix)
- 2009: Depeche Mode – Peace (Dash Berlin Remix)
- 2009: Medina – You & I (Dash Berlin Remix)
- 2010: Armin van Buuren vs. Sophie Ellis-Bextor – Not Giving Up on Love (Dash Berlin 4AM Mix)
- 2010: Dash Berlin feat. Susana – Wired (Dash Berlin 4AM Mix)
- 2011: Filo & Peri feat. Audrey Gallagher – This Night (Dash Berlin Remix)
- 2011: First State feat. Sarah Howells – Reverie (Dash Berlin Remix)
- 2011: Morning Parade – A&E (Dash Berlin Remix)
- 2012: Dash Berlin vs. Coldplay – Ticking Clocks (Dash Berlin's Essential 'Warmplay' Rework)
- 2013: Dash Berlin feat. Chris Madin – Fool for Life (Dash Berlin 4AM Remix
- 2013: OneRepublic – If I Lose Myself (Dash Berlin Remix)
- 2013: Hardwell feat. Amba Shepherd – Apollo (Dash Berlin 4AM Remix)
- 2015: Lost Frequencies – Are You with Me (Dash Berlin Remix)
- 2015: Adele – „Hello” (Dash Berlin Rework)
- 2016: Alan Walker – „Faded” (Dash Berlin Remix)
- 2017: Exo – „Power” (Dash Berlin Remix)
- 2019: Myon feat. Icon – „Cold Summer” (Dash Berlin Remix)